# Pieta Poeta
Pieta Poeta (Belo Horizonte, 1996) é uma poeta , musicista, atriz, escritora, artista plástica e professora brasileira.
Portadora de dislexia e dentro do espectro autista, é um dos nomes mais importantes da poesia marginal contemporânea. Pianista desde os 6 anos de idade, cantora de bloco no carnaval de Belo Horizonte, a artista é citada por Marcelino Freire dentre outros nomes. . Em Belo Horizonte, integrou a Coletiva Manas e o Sarau Comum, além do Coletivoz, pelo qual lançou uma antologia poética chamada " À luta, à voz!" (2018). 
Em 2016 começou a participar de poetry slams. Venceu o Slam BR de 2018 e representou o Brasil no Grand Poetry Slam de 2019, na França, ficando em quarto lugar.. Também foi uma das poetas selecionadas para o primeiro slam na programação oficial da Festa Literária Internacional de Paraty, em 2019, onde levou o primeiro lugar..
Venceu também o campeonato mineiro de poesia falada (2018), o segundo lugar no campeonato interescolar mineiro de poesia falada  (2018), e o Flup Poetry Slam no Rio de Janeiro  (2019) é o seu título internacional mais recente.
A artista LGBT mineira tem além da antologia com o grupo Coletivoz, um livro publicado de forma autônoma pela editora Vienas Abiertas, chamado "Lua nos pés " que está em financiamento coletivo no Catarse, pra que seja feito uma segunda tiragem nacional e um lançamento internacional.
Paralelamente, publicou também mais diversos zines, dos que se destacam "Cinzeiro" (2018), "Tinta" (2016), "Eu não sei diminuir" (2019) "um breve papo sobre o espelho que ninguém te contou" (2019), "contos de quarto de bordel" (2015), dentre vários outros.
Pieta também é atriz, integrante do grupo 5só de teatro e tem com eles a cena "Eu só, com verso",vencedora do festival de cenas curtas do galpão cine horto. 
Pieta também pinta quadros, que vende na sua página do Instagram @ipeilustra.
Estudou no colégio Flávio dos Santos no Ensino Médio